# Grzejnik
Grzejnik (potocznie nazywany kaloryferem z fr. calorifère) – wymiennik cieplny typu woda-powietrze lub para-powietrze; element układu centralnego ogrzewania. Powszechnie stosowany w różnych pomieszczeniach.
Obecnie najczęściej stosowane są grzejniki płytowe zbudowane ze zgrzewanych płyt stalowych. W nowych instalacjach centralnego ogrzewania praktycznie nie są już stosowane grzejniki żebrowe, mimo że w niektórych rozwiązaniach modułowość konstrukcji pozwala na dodanie większej liczby żeber, a dzięki temu prostą zmianę mocy grzejnika. Przez grzejnik przepływa gorąca woda lub para, która zazwyczaj nie pochodzi bezpośrednio z elektrociepłowni. Woda zasilająca centralne ogrzewanie ogrzewana jest w wymienniku ciepła przez wodę z sieci ciepłowniczej, lub w kotle, a następnie płynie do odbiorników ciepła jakimi są grzejniki.

## Typy grzejników
|                  |                                      |                   |                                  |
| Grzejnik płytowy | Grzejnik łazienkowy, tzw. „drabinka” | Grzejnik członowy | Grzejnik ożebrowany, tzw. Favier |

## Historia grzejnika

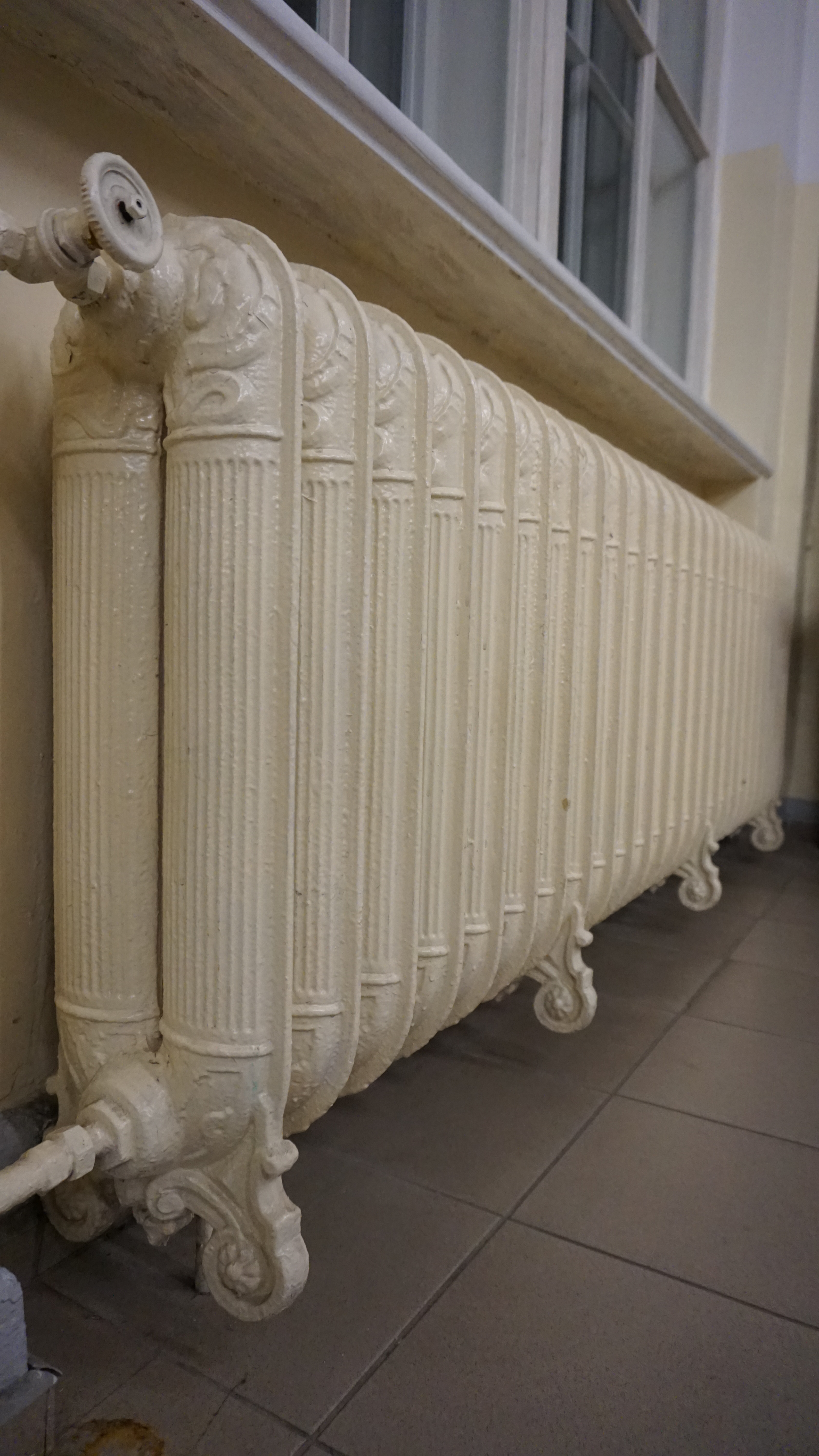
Żeliwny grzejnik w laboratorium Wydziału Chemicznego Politechniki Gdańskiej, 1904

Powszechnie uważa się, że centralne ogrzewanie wynaleźli starożytni Rzymianie (hypocaustum). Jednak z dochodzenia przeprowadzonego przez elektrociepłownię z Samary (południowo-zachodnia Rosja) wynika, że pierwszy grzejnik został zamontowany w roku 1855 w Sankt Petersburgu. Wynalazcą był Franz San Galli (urodzony w Królestwie Prus, w Kamieniu Pomorskim, lecz mieszkający w Imperium Rosyjskim, Niemiec mający rodzinę o włoskim pochodzeniu). Swój wynalazek nazwał „gorącą skrzynką” i opatentował w Niemczech i USA.

## Pomnik grzejnika
Urządzenie doczekało się pomnika. Z okazji 150. rocznicy zamontowania pierwszego grzejnika w Sankt Petersburgu, na początku sezonu grzewczego 2005, przed elektrociepłownią w Samarze stanął mierzący 2 metry wysokości i ważący 200 kg pomnik żeliwnego grzejnika (wykonany przez lokalnego artystę rzeźbiarza Nikołaja Kuklewa). Powyżej urządzenia, w świetle okna z grubą kotarą, wyleguje się w cieple kot.
W Polsce pomnik kaloryfera znajduje się w Stąporkowie (woj. świętokrzyskie) przed Miejsko-Gminnym Ośrodkiem Kultury. Ma on około 3 m wysokości i jest jednym z największych w Europie i jedynym w kraju. Duży żeliwny kaloryfer ma za zadanie przypominać świetność miasta z czasów, gdy tutejsza Odlewnia Żeliwa produkowała aż 96% grzejników. Uznany jest za nieoficjalny symbol tego miasta.